# Бачка вила
Бачка вила (лат. Musa Bacsiensis) је била једина српска публикација са илирским тенденцијама, која је у виду аламанаха излазила у Новом Саду под уредништвом [[Петар Јовановић 
(правник)|Петра Јовановића]] (1841, 1842, 1844—1845).

## Историјат
Бачка вила је излазила од 1841. до 1845. године. Изашле су само четири свеске, за сваку годину по једна, осим за 1843. када није објављена. Уредник је био Петар Јовановић. Прва три броја штампана у су у типографији Павла Јанковића и његове удовица Катарине, а четврти у штампарији Јована Каулиција. Трошкове издавања прве публикације сносио је Павле Јанковић, а за трећу и четврту П.И.Стојановић. За другу није назначено. Алманах се издржавао и помоћи претплатника.

Одкако є Бачке землѣ равне,

И у ньойзи Србскиє юнака,

Іошть се ніє указала свѣтлость

Коя ждракомъ небеса пробія!

А та і‘ свѣтлость Бачванкиня Вила,

У свечаномъ руву и одѣлу,

Изъ дѣдова‘ своы постойбине

Коя с‘ дигла, па прелеће землѣ,

И высоке горе и дубраве:

Докъ не паде на Врдникъ планину

А близ‘ храма светога Лазара,

Задужбине Праотаца‘ наши.

Ускликъ Бачке Виле. приликомъ држаногъ 
у Пожуну Замальскогъ Сабора 1843.
 У Н. Саду 30. Септемврія
 дръ Петаръ Iовановићъ
Бачка вила или Musa Bacsiensis како гласи њен латински назив који се упоредо са српским појављивао на насловим странама свих бројева осим првог, спада у годишње периодичне зборнике. Два наслова књиге, српски и латински, наговештавају  двоструку стилски и културноисторијску заснованост.

## Сарадници
Сарадници алманаха су били Јован Хаџић, Јанко Шафарик, Ђорђе Рајковић, Станко Враз, Анте Старчевић и др.